# Febre do xadrez (filme)
Febre do xadrez ( em russo:  Шахматная горячка, transl. Shakhmatnaya goryachka) é um filme de comédia mudo soviético de 1925 dirigido por Vsevolod Pudovkin e Nikolai Shpikovsky. Febre do xadrez é uma comédia sobre o torneio de xadrez de Moscou de 1925, feita por Pudovkin durante a pausa nas filmagens de Mechanics of the Brain. O filme combina partes representadas com cenas reais do torneio.

## Enredo
Em Moscou, durante o torneio internacional de xadrez de 1925, o herói (Vladimir Fogel) e a heroína (Anna Zemtsova) da história estão prestes a se casar. Apanhado em uma febre de xadrez em toda a sociedade, o herói se esquece de suas obrigações conjugais e deve implorar por seu perdão. Ao se ajoelhar diante de sua noiva consternada em um pano xadrez, o herói se distrai e começa a jogar xadrez. Enfurecida, a heroína joga seus pertences com tema de xadrez pela janela e o obriga a sair. Agora separada, a heroína se encontra em uma farmácia, pretendendo obter veneno para se matar. Enquanto isso, o herói senta-se desanimado em uma ponte sobre um rio, jogando o que sobrou de seus pertences de xadrez na água. Em vez de se jogar da ponte também, ele percebe a importância do amor e resolve encontrar a heroína e se desculpar. É nessa hora que a heroína leva aos lábios o que ela pensa ser um frasco de veneno. No entanto, ela é interrompida quando percebe que recebeu por engano uma peça de xadrez do distraído químico. A angústia da heroína é interrompida pelo campeão mundial de xadrez José Raúl Capablanca, que lhe conta que, na companhia de uma bela mulher, ele também odeia xadrez. Os dois se tornam amigos e vão embora quando o herói chega. O herói, sem nada a fazer a não ser voltar ao xadrez, comparece ao torneio. Olhando para a multidão, ele fica chocado ao encontrar sua noiva assistindo ao jogo com entusiasmo. Ele corre até ela e os dois se abraçam, unidos pelo amor pelo xadrez, e o filme termina com eles jogando juntos.

## Elenco
- José Raúl Capablanca – o Campeão do Mundo
- Vladimir Fogel – o herói
- Anna Zemtsova – a heroína
- Natalya Glan
- Zakhar Darevsky
- Boris Barnet
- Frank Marshall – ele mesmo (participação especial)
- Richard Réti – ele mesmo (participação especial)
- Carlos Torre Repetto – ele mesmo (participação especial)
- Frederick Yates – ele mesmo (participação especial)
- Ernst Grünfeld – ele mesmo (participação especial)
- Mikhail Zharov - pintor de casas
- Anatoli Ktorov – passageiro do bonde
- Yakov Protazanov - químico
- Yuli Raizman - assistente do químico
- Ivan Koval-Samborsky - policial
- Konstantin Eggert - dono da loja de xadrez
- Fyodor Otsep – espectador do jogo (sem créditos)
- Sergei Komarov - avô (sem créditos)

## Produção

### Desenvolvimento
Febre do xadrez é a estreia na direção de Vsevolod Pudovkin, que já havia trabalhado como roteirista, ator e diretor de arte, e como assistente de Lev Kuleshov . Pudovkin e Shpikovsky fizeram este curta-metragem mudo de comédia em menos de um mês. Ele combina cenas atuadas com filmagens reais do torneio de xadrez ocorrendo neste momento e inclui muitas participações especiais de campeões de xadrez e grandes mestres. O filme também apresenta muitos diretores de cinema russos e soviéticos, como Boris Barnet, Fedor Ozep, Yuli Raizman e Yakov Protazanov.

## Influência cultural
Febre do xadrez influenciou o romance de 1930 do autor Vladimir Nabokov, Защита Лужина, publicado no Brasil como A Defesa. Existem paralelos nas duas obras, como as disposições internas e externas dos personagens principais e a história de amor central presente em ambos. O herói em Febre do xadrez é semelhante a Aleksandr Ivanovich Lujin, o protagonista do romance de Nabokov; ambos são inconscientes e idiossincráticos por natureza, com um traje semelhante de roupas xadrez e alto grau de auto-absorção. Eles são dominados por sua obsessão pelo xadrez e têm dificuldade em fundir seus relacionamentos românticos com seu amor pelo xadrez. O curta-metragem de Pudovkin é a base para o romance de Nabokov, que foi transformado em filme.